# Chaiyaphon Otton
Chaiyaphon Otton (thailändisch ชัยพล อดทน, * 4. April 2003 in Nakhon Pathom) ist ein thailändischer Fußballspieler.

## Karriere

### Verein
Chaiyaphon Otton steht seit Mitte Juni 2022 beim Nakhon Pathom United FC unter Vertrag. Der Verein aus Nakhon Pathom spielt in der zweiten thailändischen Liga, der Thai League 2. Sein Pflichtspieldebüt hatte Otton am 5. Oktober 2022 im Pokalspiel gegen den Amateurligisten Mahajak Samutprakan. Sein Zweitligadebüt gab Chaiyaphon Otton am 3. Dezember 2022 (16. Spieltag) im Auswärtsspiel gegen den Trat FC. Hier stand er in der Startelf und spielte die kompletten 90 Minuten. Nakhon Pathom gewann das Spiel durch ein Tor des Norwegers Peter Nergaard mit 1:0. Am Ende der Saison 2022/23 feierte er mit Nakhon Pathom die Meisterschaft und den Aufstieg in die erste Liga. Am Ende der Saison 2024/25 belegte er mit Nakhon Pathom den vorletzten Tabellenplatz und musste somit in die zweite Liga absteigen. Nach dem Abstieg verließ er den Verein und schloss sich im Sommer 2025 dem Erstligisten Sukhothai FC an.

### Nationalmannschaft
Chaiyaphon Otton gab sein Debüt in der thailändischen U23-Nationalmannschaft am 22. März 2025 im Abdullah-bin-Khalifa-Stadion in einem Freundschaftsspiel gegen Katar.

## Erfolge
Nakhon Pathom United FC
- Thailändischer Zweitligameister: 2022/23  ▲